# Engelhard
Engelhard – jednostka osadnicza w Stanach Zjednoczonych, w stanie Karolina Północna, w hrabstwie Hyde.